# La bohème (film 1945)
La bohème (La Vie de bohème) è un film del 1945, diretto da Marcel L'Herbier.
Scene della vita di Bohème di Henri Murger era già stato portato sullo schermo nel 1916 da Albert Capellani con il film La vie de bohème.

## Produzione
Il film fu una co-produzione italo-francese della Invicta Film e Scalera Film.

## Distribuzione
Il film fu distribuito in Francia il 17 ottobre 1945, presentato in prima a Parigi. In Italia uscì il 22 marzo 1946.

### Date di uscita
- Francia	17 ottobre 1945	 (Parigi)
- Italia	22 marzo 1946
- Finlandia	3 maggio 1946
- USA	26 novembre 1947	 (New York City, New York)
- Austria	23 aprile 1948
- Giappone	8 marzo 1949

Alias
- La Vie de bohème	Francia (titolo originale)
- Boheme	Finlandia / Grecia (transliterated ISO-LATIN-1 title)
- Boheemielämää	Finlandia
- Das Opfer einer großen Liebe	Austria
- Künstlerleben	Austria
- La Bohème	Italia

## Differenti versioni
Da Scene della vita di Bohème sono stati tratti varie versioni cinematografiche:
- La Vie de bohème (o La Bohème) regia di Albert Capellani (1916)
- La Bohème di King Vidor (1926)
- La Bohème (La Vie de bohème) di Marcel L'Herbier.
- Vita da bohème (La Vie de bohème) di Aki Kaurismäki (1992)